# Le Fils de Paul
Ne doit pas être confondu avec Le Fils de Saul.
Le Fils de Paul est un téléfilm français réalisé par Didier Grousset, en 1995.

## Synopsis
Clément, jeune créateur d'entreprise, a tout d'un heureux chef de famille : marié à la belle Alex, il est également le papa comblé de "Petit-Bonheur", son fils. Malgré ses 30 ans, il n'arrive pas à vivre sans son père, Paul, musicien et veuf, avec qui il entretient des liens très étroits. Outre ce rapport exclusif, ce dernier s'occupe également de façon régulière de son petit-fils. Deux points qui ne sont pas sans provoquer une certaine jalousie d'Alex. Un jour, "Petit-Bonheur", sous la garde de Paul, fait une chute dans un escalier. A l'hôpital, où l'enfant passe des radios, Clément supporte mal l'attente des examens et réprimande durement son père. Après cet incident, les nouvelles sont heureusement bonnes : "Petit-Bonheur" n'a rien de grave et retrouve avec joie les bras de ses parents. Clément s'aperçoit alors que son père a disparu...

## Fiche technique
- Réalisateur : Didier Grousset
- Scénario : Clément Jullien
- Producteur : Jean-Michel Nakache
- Musique : Alexandre Desplat
- Directeur de la photographie : Yves Dahan
- Création des décors : Marc Thiébault
- Création des costumes : Martine Rapin
- Durée : 90 minutes
- Date de diffusion : 25 novembre 1995

## Distribution
- Bernard Yerlès : Clément
- Anaïs Jeanneret : Alex
- Jean-Pierre Cassel : Paul
- Enzo Beule : "Petit-Bonheur"
- Thierry Gibault : François
- Roland Amstutz : Stanier
- Anny Romand : Joëlle
- Jean-Yves Gautier : Lucien
- Jacqueline Staup : Mme Villeneuve
- Vernon Dobtcheff : Duval
- Daniel Langlet : Frosset
- Cécile Thiry : Astrid
- Marion Weidmann : La femme de Paul
- Vincent Solignac : L'interne
- Philippe Le Mercier : Paul jeune